# Xylodiscula
Xylodiscula är ett släkte av snäckor. Xylodiscula ingår i familjen Xylodisculidae.
Xylodiscula är enda släktet i familjen Xylodisculidae.
Kladogram enligt Catalogue of Life:
| Xylodiscula | \| \| Xylodiscula eximia \| \| \| \| \| \| Xylodiscula librata \| \| \| \| \| \| Xylodiscula osteophila \| \| \| \| |
|             | \| \| Xylodiscula eximia \| \| \| \| \| \| Xylodiscula librata \| \| \| \| \| \| Xylodiscula osteophila \| \| \| \| |
|             | Xylodiscula eximia                                                                                                  |
|             | |
|             | Xylodiscula librata                                                                                                 |
|             | |
|             | Xylodiscula osteophila                                                                                              |
|             | |